# Dučalovići
Dučalovići (in serbo Дучаловћи?) è un villaggio nel comune di Lučani, in Serbia. Secondo il censimento del 2011, il villaggio ha una popolazione di 360 persone.